# Union Black
Union Black ist das vierte Studioalbum der walisischen Metal-Band Skindred. Es erschien am 25. April 2011 im Vereinigten Königreich und am 1. Juli desselben Jahres im restlichen Europa. Das Album enthält neben dem für Skindred typischen als "Ragga-Metal" bezeichneten Crossover-Stil auch Elemente aus Dubstep und Drum and Bass.

## Hintergrund
Das Album wurde in den Britannia Row Studios von James Loughrey produziert. Es war das erste Mal, dass die Band im Vereinigten Königreich mit einem englischen Produzenten aufnahm. Bassist Dan Pugsley gab in einem Interview an, dass er sich freue, dass das Album im Vereinigten Königreich entsteht, da dies einem mehr Freiheiten im Gegensatz zur Arbeit in den USA ermögliche.
Angesprochen auf den Namen des Albums sagte Sänger Benji Webbe in einem Interview mit der Musikzeitschrift Kerrang, dass Union Black eine Hommage an die Vielfalt in Großbritannien sei: "Wir haben alle einen unterschiedlichen Hintergrund, [...] aber wenn man alle Farben zusammenmischt, erhält man schwarz."
Des Weiteren sagte er, dass er ursprünglich Corey Taylor von Slipknot für eine Zusammenarbeit im Sinn hatte; auf Grund von Terminproblemen seiten Taylors ist aber Papa-Roach-Sänger Jacoby Shaddix auf dem Song Warning zu hören, der im Studio Gesang für das Stück aufnahm. Das Lied hatte am 28. Februar in der Show von Daniel Carter auf BBC Radio 1 seine Premiere. Das dazugehörige Video wurde am 6. April auf Youtube veröffentlicht.
Auf das Release des Albums folgte eine Promo-Tour durch das Vereinigte Königreich, bei der Skindred musikalische Unterstützung von Chiodos und Me vs Hero erhielt. Weitere Konzerte folgten im Sommer 2011, unter anderem am Wacken Open Air 2011 und am Download-Festival 2011.

## Titelliste
1. Union Black (Intro) – 1:10
2. Warning (feat. Jacoby Shaddix) – 3:50
3. Cut Dem – 3:51
4. Doom Riff – 3:48
5. Living a Lie – 4:26
6. Gun Talk – 4:01
7. Own You – 3:32
8. Make your Mark – 3:41
9. Get it Now – 4:58
10. Bad Man Ah Bad Man – 3:30
11. Death to All Spies – 5:05
12. Game Over – 4:09

## Rezeption
Das Album wurde von vielen Kritikern gut bis sehr gut aufgenommen. Trash Hits gab dem Album 5,5/6 Sternen mit der Empfehlung, dass "dies das Skindred-Album ist, auf das wir alle gewartet haben."
Sehr gelobt wird das Album auch von Alexander Riede auf generation-one.de. Er vergibt 6 von 6 Punkten und kommt zu folgendem Fazit:

„Union Black jedenfalls ist eines dieser Alben, das man so schnell nicht wieder aus dem Kopf bekommt, immer wieder gern begeistert hören möchte. [...] Man ist vor allem erstaunt, wie unbeschwert die vierköpfige Band aus Newport, Großbritannien zwischen Ragga-Feierlaune und Metal-Naturgewalt hin und her wechseln, beides in kaum fassbarer Perfektion zu einer bewegenden Einheit verschmelzen lassen.“